# Anders Thomsen (żużlowiec)
Anders Daniel Veilgaard Thomsen (ur. 1 stycznia 1994 w Odense) – duński żużlowiec.

## Życiorys
Karierę zaczynał w 2012 roku w duńskim Fjelsted Speedway Klub startującym w lidze pod nazwą Team Fjelsted. Przez cztery sezony występował również w lidze angielskiej w zespołach Glasgow Tigers (2013–14) oraz Peterborough Panthers (2015–16). Starty w Polsce zaczął w 2015 roku w drugoligowym Kolejarzu Rawicz. W 2015 został indywidualnym wicemistrzem świata juniorów kończąc składające się z trzech rund IMŚJ 2015 z dorobkiem 34 punktów. Po roku przeniósł się do gdańskiego Wybrzeża, gdzie przez w latach 2016–2018 ścigał się na zapleczu Ekstraligi. W 2018 osiągnął średnią biegową 2,342.
Od sezonu 2019 reprezentuje ekstraligową Stal Gorzów. Debiutancki sezon zakończył ze średnią biegową wynoszącą 1,667, a jego drużyna zajęła 7. miejsce w PGE Ekstralidze. Rok później zdobył ze Stalą srebro Drużynowych Mistrzostw Polski. W obu tych sezonach był jednym z kluczowych zawodników swojej drużyny oraz jednym z kilkunastu najskuteczniejszych pod względem średniej biegowej zawodników całej Ekstraligi. 
W październiku 2020 roku otrzymał od organizatorów cyklu Grand Prix stałą dziką kartę na sezon 2021. Był to jego debiut w roli stałego uczestnika cyklu. 28 sierpnia podczas zawodów w Togliatti pierwszy raz w karierze stanął na podium. W klasyfikacji końcowej zajął jedenaste miejsce z dorobkiem 73 punktów. W sezonie 2021 zdobył drużynowe wicemistrzostwo Danii z Sønderjylland Elite Speedway. Razem ze Stalą Gorzów zdobył brązowy medal DMP, a jego średnia biegowa wyniosła 1,839.
Otrzymał dziką kartę na starty w GP w sezonie 2022. W inaugurującym cykl turnieju w Goričan zajął czwarte miejsce. 25 czerwca wygrał swój pierwszy turniej cyklu Grand Prix – był najlepszy w zawodach rozegranych w Gorzowie Wielkopolskim.
W sezonie 2025 stały uczestnik cyklu FIM Speedway Grand Prix.

## Przynależność klubowa
Dania
- Team Fjelsted (2012)
- Munkebo Scorpions (2013)
- Outrup Speedway Club (2014)
- Team Fjelsted (2014)
- Munkebo Scorpions (2015)
- Team Fjelsted (2016–2018)
- Sønderjylland Elite Speedway (2021–)

Wielka Brytania
- Glasgow Tigers (2013–2014)
- Peterborough Panthers (2015–2016)

Polska
- Kolejarz Rawicz (2015)
- GKŻ Wybrzeże Gdańsk (2016–2018)
- Stal Gorzów Wielkopolski (2019–)

Szwecja
- Indianerna Kumla (2018)

## Starty w Grand Prix (indywidualnych mistrzostwach świata na żużlu)
Stan po sezonie 2024

### Zwycięstwa w poszczególnych zawodachGrand Prix
| Nr | Dzień      | Rok  | Nazwa             | Miejscowość         | Tor                          | Długość toru |
| -- | ---------- | ---- | ----------------- | ------------------- | ---------------------------- | ------------ |
| 1. | 25 czerwca | 2022 | Grand Prix Polski | Gorzów Wielkopolski | Stadion im. Edwarda Jancarza | 329m         |

### Miejsca na podium w poszczególnych zawodachGrand Prix
| Nr | Dzień       | Rok  | Nazwa             | Miejscowość         | Tor                             | Miejsce | Punkty | Biegi           | Zwycięzca      |
| -- | ----------- | ---- | ----------------- | ------------------- | ------------------------------- | ------- | ------ | --------------- | -------------- |
| 1. | 28 sierpnia | 2021 | Grand Prix Rosji  | Togliatti           | Stadion im. Anatolija Stepanowa | 3.      | 16     | (2,2,2,1,3,2,1) | Artiom Łaguta  |
| 2. | 25 czerwca  | 2022 | Grand Prix Polski | Gorzów Wielkopolski | Stadion im. Edwarda Jancarza    | 1.      | 20     | (2,3,0,3,1,3,3) | Anders Thomsen |

### Punkty w poszczególnych zawodachGrand Prix
| Sezon 2016             |                      |                                 |                                 |                                 |                                |                                 |                                |                                |                     |                                   |                   |                   |         |         |         |         |         |         |         |         |         |        |        |        |        |        |        |        |        |        |        |        |    |
| GP Słowenii – Krško    | GP Polski – Warszawa | GP Danii – Horsens              | GP Czech – Praga                | GP Wielkiej Brytanii – Cardiff  | GP Szwecji – Målilla           | GP Polski – Gorzów Wielkopolski | GP Niemiec – Teterow           | GP Sztokholmu – Solna          | GP Polski – Toruń   | GP Australii – Melbourne          | miejsce           | miejsce           | miejsce | miejsce | miejsce | miejsce | miejsce | miejsce | miejsce | miejsce | miejsce | punkty | punkty | punkty | punkty | punkty | punkty | punkty | punkty | punkty | punkty | punkty |    |
| –                      | –                    | 5                               | –                               | –                               | –                              | –                               | –                              | –                              | –                   | –                                 | 22                | 22                | 22      | 22      | 22      | 22      | 22      | 22      | 22      | 22      | 22      | 5      | 5      | 5      | 5      | 5      | 5      | 5      | 5      | 5      | 5      | 5      |    |
| Sezon 2020             |                      |                                 |                                 |                                 |                                |                                 |                                |                                |                     |                                   |                   |                   |         |         |         |         |         |         |         |         |         |        |        |        |        |        |        |        |        |        |        |        |    |
| GP Polski – Wrocław    | GP Polski – Wrocław  | GP Polski – Gorzów Wielkopolski | GP Polski – Gorzów Wielkopolski | GP Czech – Praga                | GP Czech – Praga               | GP Polski – Toruń               | GP Polski – Toruń              | miejsce                        | miejsce             | miejsce                           | miejsce           | miejsce           | miejsce | miejsce | miejsce | miejsce | miejsce | miejsce | punkty  | punkty  | punkty  | punkty | punkty | punkty | punkty | punkty | punkty | punkty | punkty |        |        |        |    |
| –                      | –                    | 3                               | 7                               | –                               | –                              | –                               | –                              | 18                             | 18                  | 18                                | 18                | 18                | 18      | 18      | 18      | 18      | 18      | 18      | 10      | 10      | 10      | 10     | 10     | 10     | 10     | 10     | 10     | 10     | 10     |        |        |        |    |
| Sezon 2021             |                      |                                 |                                 |                                 |                                |                                 |                                |                                |                     |                                   |                   |                   |         |         |         |         |         |         |         |         |         |        |        |        |        |        |        |        |        |        |        |        |    |
| GP Czech – Praga       | GP Czech – Praga     | GP Polski – Wrocław             | GP Polski – Wrocław             | GP Polski – Lublin              | GP Polski – Lublin             | GP Szwecji – Målilla            | GP Rosji – Togliatti           | GP Danii – Vojens              | GP Polski – Toruń   | GP Polski – Toruń                 | miejsce           | miejsce           | miejsce | miejsce | miejsce | miejsce | miejsce | miejsce | miejsce | miejsce | miejsce | punkty | punkty | punkty | punkty | punkty | punkty | punkty | punkty | punkty | punkty | punkty |    |
| 3                      | 9                    | 8                               | 4                               | 2                               | 9                              | 9                               | 16                             | 3                              | 5                   | 5                                 | 11                | 11                | 11      | 11      | 11      | 11      | 11      | 11      | 11      | 11      | 11      | 73     | 73     | 73     | 73     | 73     | 73     | 73     | 73     | 73     | 73     | 73     |    |
| Sezon 2022             |                      |                                 |                                 |                                 |                                |                                 |                                |                                |                     |                                   |                   |                   |         |         |         |         |         |         |         |         |         |        |        |        |        |        |        |        |        |        |        |        |    |
| GP Chorwacji – Goričan | GP Polski – Warszawa | GP Czech – Praga                | GP Niemiec – Teterow            | GP Polski – Gorzów Wielkopolski | GP Wielkiej Brytanii – Cardiff | GP Polski – Wrocław             | GP Danii – Vojens              | GP Szwecji – Målilla           | GP Polski – Toruń   | GP Oceanii – miejsce do ustalenia | miejsce           | miejsce           | miejsce | miejsce | miejsce | miejsce | miejsce | miejsce | miejsce | miejsce | miejsce | punkty | punkty | punkty | punkty | punkty | punkty | punkty | punkty | punkty | punkty | punkty |    |
| 14                     | 1                    | 9                               | 5                               | 20                              | 2                              | –                               | –                              | –                              | –                   | –                                 | 14                | 14                | 14      | 14      | 14      | 14      | 14      | 14      | 14      | 14      | 14      | 51     | 51     | 51     | 51     | 51     | 51     | 51     | 51     | 51     | 51     | 51     |    |
| Sezon 2023             |                      |                                 |                                 |                                 |                                |                                 |                                |                                |                     |                                   |                   |                   |         |         |         |         |         |         |         |         |         |        |        |        |        |        |        |        |        |        |        |        |    |
| GP Chorwacji – Goričan | GP Polski – Warszawa | GP Czech – Praga                | GP Niemiec – Teterow            | GP Polski – Gorzów Wielkopolski | GP Szwecji – Målilla           | GP Łotwy – Ryga                 | GP Wielkiej Brytanii – Cardiff | GP Danii – Vojens              | GP Polski – Toruń   | miejsce                           | miejsce           | miejsce           | miejsce | miejsce | miejsce | miejsce | miejsce | miejsce | miejsce | punkty  | punkty  | punkty | punkty | punkty | punkty | punkty | punkty | punkty | punkty |        |        |        |    |
| 5                      | 3                    | 4                               | 11                              | 6                               | 7                              | 0                               | –                              | –                              | –                   | 15                                | 15                | 15                | 15      | 15      | 15      | 15      | 15      | 15      | 15      | 15      | 15      | 36     | 36     | 36     | 36     | 36     | 36     | 36     | 36     | 36     | 36     | 36     | 36 |
| Sezon 2024             |                      |                                 |                                 |                                 |                                |                                 |                                |                                |                     |                                   |                   |                   |         |         |         |         |         |         |         |         |         |        |        |        |        |        |        |        |        |        |        |        |    |
| GP Chorwacji – Goričan | Sprint – Warszawa    | GP Polski – Warszawa            | GP Niemiec – Landshut           | GP Czech – Praga                | GP Szwecji – Målilla           | GP Polski – Gorzów Wielkopolski | Sprint – Cardiff               | GP Wielkiej Brytanii – Cardiff | GP Polski – Wrocław | GP Łotwy – Ryga                   | GP Danii – Vojens | GP Polski – Toruń | miejsce | miejsce | miejsce | miejsce | miejsce | miejsce | miejsce | miejsce | punkty  | punkty | punkty | punkty | punkty | punkty | punkty | punkty |        |        |        |        |    |
| –                      | –                    | –                               | –                               | –                               | –                              | –                               | –                              | –                              | –                   | –                                 | 7                 | –                 | 21      | 21      | 21      | 21      | 21      | 21      | 21      | 21      | 7       | 7      | 7      | 7      | 7      | 7      | 7      | 7      |        |        |        |        |    |

| Statystyki        | Statystyki |
| ----------------- | ---------- |
| Starty            | 28         |
| Zwycięstwa        | 1          |
| Miejsca na podium | 2          |
| Finalista         | 3          |
| Punkty            | 182        |

## Starty wDrużynowych mistrzostwach Polski(szczegółowo)
| Sezon | Liga       | Klub                     | Miejsce | Mecze | Biegi | Punkty | Bonusy | Razem | Śr. bieg.   | Śr. mecz. |
| ----- | ---------- | ------------------------ | ------- | ----- | ----- | ------ | ------ | ----- | ----------- | --------- |
| 2015  | 2. liga    | Kolejarz Rawicz          | 5.      | 7     | 36    | 75     | 2      | 77    | 2,139 (6.)  | 10,71     |
| 2016  | 1. liga    | GKŻ Wybrzeże Gdańsk      | 6.      | 8     | 34    | 57     | 9      | 66    | 1,941 (nsk) | 7,13      |
| 2017  | 1. liga    | Wybrzeże Gdańsk          | 2.      | 16    | 74    | 154    | 13     | 167   | 2,257 (4.)  | 9,63      |
| 2018  | 1. liga    | Wybrzeże Gdańsk          | 6.      | 10    | 41    | 84     | 12     | 96    | 2,342 (3.)  | 9,33      |
| 2019  | Ekstraliga | Stal Gorzów Wielkopolski | 7.      | 11    | 51    | 74     | 11     | 85    | 1,667 (28.) | 6,73      |
| 2020  | Ekstraliga | Stal Gorzów Wielkopolski | 2.      | 17    | 84    | 153    | 13     | 166   | 1,976 (15.) | 9,00      |
| 2021  | Ekstraliga | Stal Gorzów Wielkopolski | 3.      | 18    | 93    | 158    | 13     | 171   | 1,839 (18.) | 8,78      |
| 2022  | Ekstraliga | Stal Gorzów Wielkopolski | 2.      | 19    | 65    | 116    | 17     | 133   | 2,046 (10.) | 8,29      |
| 2023  | Ekstraliga | Stal Gorzów Wielkopolski | 5.      | 14    | 71    | 145    | 8      | 153   | 2,155 (8.)  | 10,36     |
| 2024  | Ekstraliga | Stal Gorzów Wielkopolski | 4.      | 20    | 94    | 186    | 11     | 197   | 2,096 (9.)  | 9,79      |

## Pozostałe osiągnięcia

### Osiągnięcia indywidualne
Indywidualne mistrzostwa świata juniorów
- 2015 – 2. miejsce – 34+3 pkt[13]

Indywidualne mistrzostwa Europy
- 2016 – 14. miejsce – 20 pkt
- 2019 – 14. miejsce – 14 pkt
- 2024 – 4. miejsce  – 41 pkt

Indywidualne mistrzostwa Europy juniorów
- 2015 – 1. miejsce – 14 pkt (3,2,3,3,3)[14]

Indywidualne mistrzostwa Danii
- 2015 – 8. miejsce – 9 pkt (1,2,2,2,2)
- 2017 – 13. miejsce – 4 pkt (1,0,1,0,2)
- 2020 – 1. miejsce – 16 pkt (2,3,3,2,3,3)
- 2021 – 1. miejsce – 17 pkt (3,3,3,3,3,2)[15]

Młodzieżowe indywidualne mistrzostwa Danii
- brąz: 1 (2015)[16]

Memoriał Edwarda Jancarza
- 2018 – 16. miejsce – 2 pkt (2,0,0,d,0)
- 2019 – 14. miejsce – 5 pkt (1,1,1,0,2)

### Osiągnięcia drużynowe
Speedway of Nations
- brąz: 1 (2020)

Drużynowe mistrzostwa świata juniorów
- srebro: 2 (2014, 2015)

Drużynowe mistrzostwa Europy
- srebro: 1 (2022)

Drużynowe mistrzostwa Europy juniorów
- srebro: 2 (2013, 2014)

Drużynowe mistrzostwa Danii
- złoto: 1 (2015)
- srebro: 1 (2012)